# Thannhausen
Thannhausen er en by i Landkreis Günzburg i Regierungsbezirk Schwaben i den tyske delstat Bayern. Den er administrationsby i Verwaltungsgemeinschaft Thannhausen.

## Geografi
Thannhausen ligger i Region Donau-Iller.
Kommunen består af byen Thannhausen, landsbyen Burg og bebyggelsen Nettershausen.
Thannhausen ligger i dalen til floden Mindel mellem Augsburg og Ulm ved udkanten af Naturpark Augsburg-Westliche Wälder og mellem Mindelheim og Burgau.